# Ivàngorod
Ivàngorod - (rus) Ивангород - és una ciutat de l'óblast de Leningrad, a Rússia. Es troba a la vora dreta del riu Narva, a la frontera entre Rússia i Estònia, a 159 km a l'oest de Sant Petersburg.

## Història

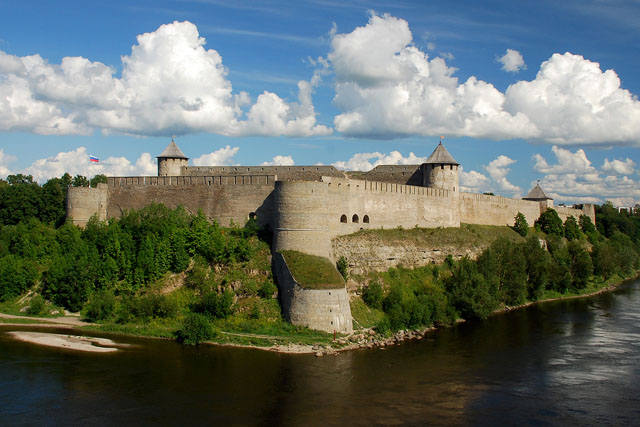
La fortalesa d'Ivàngorod, a la riba del riu Narva.

La fortalesa d'Ivàngorod fou construïda el 1492 durant el regnat d'Ivan III de Rússia, per la qual cosa la ciutat rebé el nom del monarca. Entre el 1581 i el 1590, i entre el 1612 i el 1704, fou controlada pels suecs. En aquests períodes, Ivàngorod rebé els privilegis de ciutat i fou administrada com una ciutat russa de la Corona de Suècia fins al 1649, quan fou convertida en un suburbi de Narva. Tot i d'altres canvis en el territori i la sobirania, fou considerada part de Narva des del 1649 fins al 1945.
El gener del 1919, a continuació de l'enfonsament de l'Imperi Rus, la nova república independent d'Estònia establí la seva sobirania a tota la ciutat de Narva, comprenent Ivàngorod. Aquesta situació fou reconeguda pel Tractat de Tartu, signat el 1920 entre la Unió Soviètica i Estònia. En tornar a ocupar Estònia el 1944, durant la Segona Guerra Mundial, les autoritats soviètiques separaren administrativament Ivàngorod de la resta de Narva, reubicant-la en l'óblast de Leningrad el gener de 1945.
Després de la independència d'Estònia el 1991, la frontera internacional definida pel Tractat de Tartu el 1920 fou reemplaçada jurídicament pel límit administratiu, separant així les dues ex-repúbliques soviètiques d'Estònia i Rússia. Ivàngorod passà a formar part de Rússia.

## Galeria d'imatges

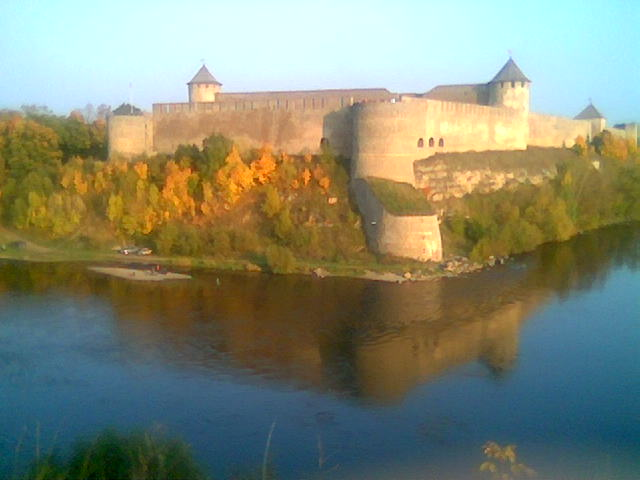
La fortalesa d'Ivàngorod des del riu Narva.
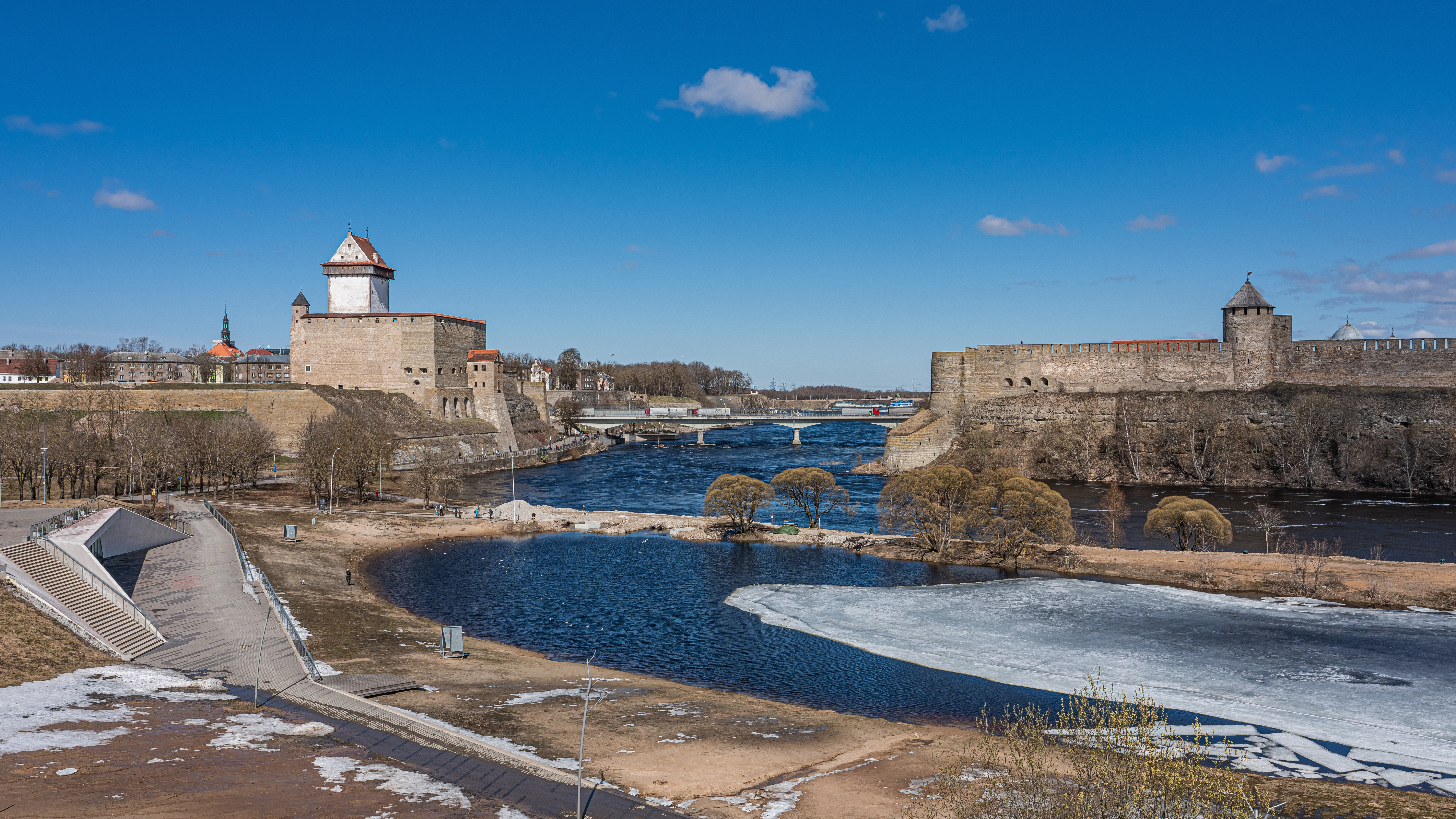
Fortalesa d'Ivàngorod a la dreta i de Narva a l'esquerra.
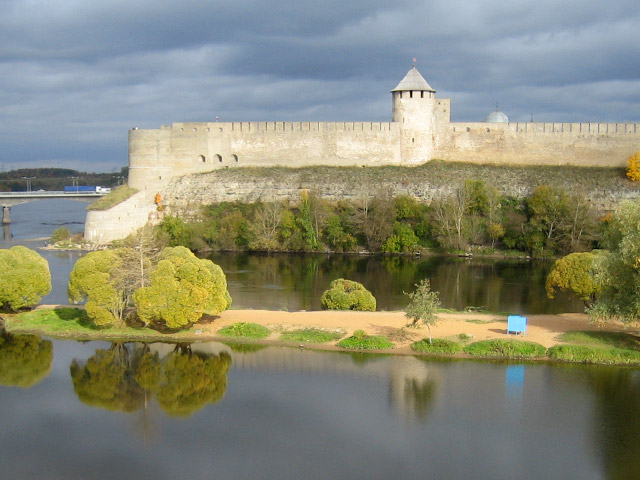
Una altra vista de la fortalesa.
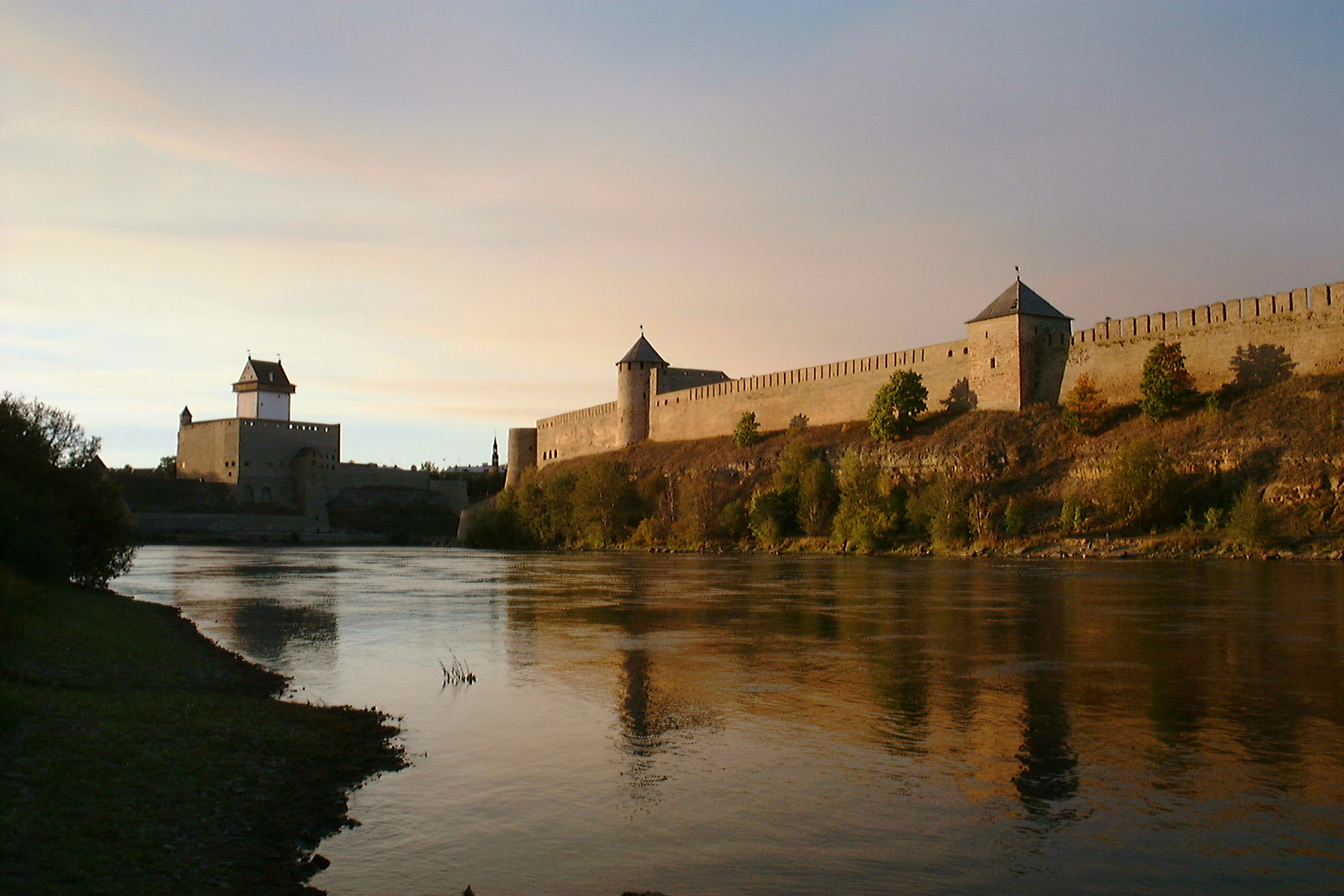
Una altra vista de les dues fortaleses.